# 杨伟东 (1964年)
杨伟东（1964年1月—），男，汉族，安徽泗县人，中华人民共和国政治人物。曾任中共内蒙古自治区党委副书记、政法委书记，现任内蒙古自治区政协副主席、党组副书记。

## 生平
1981年至1985年，杨伟东在东华大学之前身华东纺织工学院机械工程系纺织机械设计专业学习。1985年8月进入江西省共青团工作。历任共青团江西省南昌市委学校部干部、市学联副秘书长，共青团江西省南昌市委学校部副部长，部长，市学联秘书长，南昌市少年宫副主任，主任等职。1987年4月加入中国共产党。
1997年起，杨伟东转入南昌市地方工作，历任南昌县副县长，县委副书记，县长，县委书记。2006年12月，兼任中共南昌市委常委。2007年12月，杨离开了工作10年的南昌县，进入中共江西省委组织部工作，先后任部务委员，副部长。2014年，杨伟东转入中共江西省委办公厅工作，任副秘书长兼省委办公厅主任。先后协助两任中共江西省委秘书长龚建华、朱虹负责具体工作。
2015年12月，杨伟东转任中共九江市委书记。接替升任江西省副省长的殷美根。2018年1月，杨伟东首次离开江西省从政，北上内蒙古自治区，任内蒙古自治区人民政府副主席，不久后兼任自治区公安厅党委书记、厅长，自治区政法委副书记等职位。2019年3月，杨接替调任中央纪委国家监委驻中央组织部纪检监察组组长的曾一春，任中共内蒙古自治区党委常委、组织部部长一职。
2022年7月，升任中共内蒙古自治区党委副书记。同年9月，转任自治区党委政法委书记。2024年2月，当选为内蒙古自治区政协副主席，同年10月29日卸任自治区党委副书记和政法委书记。